# Thợ săn quái vật: Ác mộng của Sói
Thợ săn quái vật: Ác mộng của Sói (tựa gốc tiếng Anh: The Witcher: Nightmare of the Wolf) là phim điện ảnh hoạt hình người lớn kỳ ảo của Netflix do Lauren Schmidt Hissrich sản xuất, với sự tham gia lồng tiếng của Theo James, Lara Pulver, Graham McTavish và Mary McDonnell. Đây là tác phẩm ngoại truyện của phim truyền hình Netflix Thợ săn quái vật. Nội dung phim tập trung vào nguồn gốc của Vesemir – người hướng dẫn kiêm cộng sự của Geralt. Phim được phát hành từ ngày 23 tháng 8 năm 2021.

## Nội dung
Năm 1165, thợ săn quái vật Vesemir cứu một đứa trẻ quý tộc khỏi một con leshy trong một khu rừng ở Kaedwen. Trước khi chết, sinh vật này nói điều gì đó bằng cổ ngữ của thần tiên với Vesemir, khiến anh nghĩ rằng nó đang nằm dưới sự kiểm soát của ai đó. Yêu tinh Filavandrel cho rằng con leshy này bị Kitsu, một trong nhiều cô gái yêu tinh đã mất tích điều khiển. Trong khi đó, phù thủy Tetra Gilcrest cố gắng thuyết phục vua Kaedwani xóa sổ những thợ săn quái vật, nhưng Phu nhân Zerbst, một cận thần khác, lại có cảm tình với thợ săn quái vật và nói đỡ cho họ. Vesemir hồi tưởng về tuổi trẻ của mình với người bạn thân Illyana. Bị lôi kéo bởi những lời hứa về tiền bạc và sự giàu có, Vesemir đến Kaer Morhen và trải qua quá trình đào tạo và đột biến để trở thành một thợ săn phù thủy. Hiện tại, Vesemir và thợ săn phù thủy Luka, bị bắt vì giết hai hiệp sĩ trong một cuộc chiến ở quán bar. Phu nhân Zerbst thuyết phục nhà vua cử Vesemir cùng Tetra để thoát khỏi khu rừng Kitsu. Đích thân cô giao nhiệm vụ cho Vesemir, người nhận cô chính là Illyana 70 tuổi.
Vesemir và Tetra lên đường và cô kể cho anh nghe câu chuyện về một phù thủy trẻ bị một thợ săn quái vật giết nhầm, vậy nên cô luôn tin rằng tất cả các thợ săn phù thủy đều bị biến chất. Họ tìm thấy Kitsu bị đột biến và chiến đấu với con basilisk của cô ta. Họ giết con quái vật, nhưng Kitsu trốn thoát. Theo chân Kitsu, cả hai đi ngang qua một ngôi trường yêu tinh cũ bị bỏ hoang và tìm thấy xác của những nữ yêu tinh mất tích khác. Họ giải cứu Filavandrel bị bắt, anh giải thích rằng Kitsu đã cố gắng tái tạo các thí nghiệm đã được thực hành để tạo ra cô ta. Cả nhóm kết luận rằng các thợ săn phù thủy phải chịu trách nhiệm, tạo ra những con quái vật mới để duy trì hoạt động.
Vesemir phỏng đoán rằng những con quái vật mà anh gặp phải có lẽ được tạo ra ở Kaer Morhen nên đã rời đi để đối đầu với Deglan. Khi anh khởi hành, Tetra phá hủy hang động của Kitsu và sau đó phát hiện ra Kitsu. Trở lại hội đồng, cô nói với nhà vua về trách nhiệm của thợ săn phù thủy trong các cuộc tấn công của quái vật gần đây và được ủy quyền bao vây Kaer Morhen. Nhà vua sai Luka hành quyết bất chấp sự phản đối của Phu nhân Zerbst. Sau đó, cô trốn thoát để cảnh báo cho các thợ săn quái vật. Deglan thừa nhận với Vesemir đã tạo ra những con quái vật, bao gồm cả Kitsu, để bảo vệ giống nòi của chúng. Tetra và những người dân thị trấn địa phương tấn công Kaer Morhen bằng Kitsu và những con quái vật của cô. Illyana giúp những tân binh thợ săn phù thủy chạy trốn vào núi.
Vesemir đối mặt Tetra, kẻ đã bắt các pháp sư và đang bắt họ làm con tin dưới tầng hầm. Kitsu đến và đẩy Vesemir vào một ảo ảnh, nơi anh kết hôn với Illyana và lập gia đình. Tuy nhiên, Vesemir đã thoát ra khỏi ảo ảnh và tham gia vào trận chiến khốc liệt với Tetra và đám tay sai. Anh tưởng chừng đã giết Tetra và Kitsu, nhưng rồi nhận ra đó lại là một ảo ảnh khác, người anh giết là các thợ săn quái vật và Illyana. Tetra tiết lộ cô là con gái của phù thủy bị giết bởi thợ săn phù thủy trong câu chuyện mà cô từng kể, và rồi Deglan giết ả. Anh yêu cầu Vesemir tìm kiếm các tân binh và chúng thành "những người đàn ông tốt hơn". Theo yêu cầu của Illyana, Vesemir để Kitsu chạy trốn. Anh đưa Illyana đang hấp hối ra khỏi toà lâu đài đang cháy đến một hồ nước, nơi cô luôn ước ao được sinh sống. Cả hai chia sẻ khoảnh khắc ngắn ngủi trước khi cô ra đi thanh thản. Sau đó, anh rời đi, bắt kịp những tân binh, trong đó có cậu bé Geralt và chúng đi cùng mình.

## Lồng tiếng
- Theo James vai Vesemir[8]
  - David Errigo Jr. vai Vesemir trẻ[9]
- Mary McDonnell vai Phu nhân Illyana Zerbst[8]
  - Jennifer Hale vai Illyana trẻ
- Lara Pulver vai Tetra Gilcrest[8]
- Graham McTavish vai Deglan[8]
- Tom Canton vai Filavandrel[10]
- Kari Wahlgren vai Kitsu
- Matt Yang King vai Luka,[11] Skogar
  - Jennie Kwan vai Luka trẻ
- Darryl Kurylo vai Sven, Nobleman
  - A.J. Locascio vai Sven trẻ
- Keith Ferguson vai Chúa tể Carlisle, Reidrich
- Michaela Dietz vai Tomas
- Harry Hissrich vai Geralt trẻ
- Adam Croasdell vai Vua Dagread, Nobleman
- Nolan North vai Kỵ sĩ đẹp trai, Vendor, Bevin
- Samia Mounts vai Midwife, Nữ tu
- Luke Youngblood vai Sugo
- Steve Blum vai Leshy
- Dee Bradley Baker vai Loài sinh vật lạ

Một số nhân vật khác được lồng tiếng bởi Sara Cravens, JP Karliak, Andrew Morgado, Fred Tatasciore, Courtenay Taylor và Abby Trott.

## Sản xuất
Tháng 1 năm 2020, Netflix xác nhận một bộ phim hoạt hình chuyển thể đang được xưởng hoạt hình Hàn Quốc Studio Mir thực hiện. Nhà biên kịch Beau DeMayo giải thích rằng nhóm đã lựa chọn làm phim hoạt hình thay vì phim người đóng vì thể loại này tạo ra cho họ nhiều cách kể chuyện "thú vị" hơn. Bộ phim linh hoạt kết hợp phương pháp hoạt hình truyền thống và hoạt hình máy tính. Khi thiết kế Vesemir, đạo diễn hoạt hình Han Kwang Il muốn nhân vật này "không cần quá đẹp trai, nhưng trông cũng phải ưa nhìn và hấp dẫn vì đó là nhân vật chính". Đối với phần lớn công tác thiết kế nhân vật, nhóm nghiên cứu hướng đến "phong cách Âu/Mỹ", ngoại trừ nhân vật Tetra – vốn có thiết kế gần giống với "phong cách Nhật Bản".

## Phát hành
Trong sự kiện ảo WitcherCon vào tháng 7 năm 2021, một đoạn teaser "Thông báo ngày phát hành" đã được ra mắt. Đoạn teaser trailer được đăng tải vào ngày 21 tháng 7, sau đó là trailer đầy đủ vào ngày 9 tháng 8 năm 2021. Phim được phát hành vào ngày 23 tháng 8 năm 2021 trên nền tảng Netflix.

## Đón nhận
Trên hệ thống tổng hợp kết quả đánh giá Rotten Tomatoes, phim nhận được 100% lượng đồng thuận dựa theo 27 bài đánh giá, với điểm trung bình là 7/10. Các chuyên gia của trang web nhất trí rằng, "Focusing on the adventures of a strapping young Vesemir, Nightmare of the Wolf is a fluidly animated addendum to the Witcher story that will delight fans with its swashbuckling action." Trên trang Metacritic, phần phim đạt số điểm 67 trên 100, dựa trên 5 nhận xét, chủ yếu là những lời khen ngợi.
Tác phẩm nhận được một đề cử tại hạng mục Sản xuất hoạt hoạ xuất sắc nhất tại Giải Annie lần thứ 49.